# 陸軍対空砲章
陸軍対空砲章(りくぐんたいくうほうしょう、ドイツ語: Heeres-Flakabzeichen)は、ナチス・ドイツの勲章である。

## 概要
デザインはヴィルヘルム・エルンスト・ピークハウス。ドイツ陸軍の対空砲部隊に所属している者が授与対象であった。
右を向き、ハーケンクロイツを持った鷲が上部に描かれている。中央にあるのは88mm砲であり、その周りを柏葉が取り囲んでいる。

## 受章資格
陸軍対空砲の受章は点数制であり、16点獲得すると受章できた。
- 敵機を対空砲で撃墜 (4点)[2]
- 敵機を対空砲を用いて共同で撃墜 (2点)[1]
- サーチライトなどで敵機を捕捉し、撃墜援護 (1点)[3]